# Busto Garolfo
Busto Garolfo – miejscowość i gmina we Włoszech, w regionie Lombardia, w prowincji Mediolan.
Według danych na rok 2004 gminę zamieszkiwało 12 507 osób, 1042,2 os./km².